# Aenictus yamanei
Aenictus yamanei (лат.) — вид муравьёв-кочевников, принадлежащий к роду Aenictus. назван в честь японского мирмеколога Сэики Яманэ (Dr. Seiki Yamane)

## Распространение
Юго-восточная Азия: Малайзия, остров Калимантан (Сабах, Саравак), Таиланд.

## Описание
Длина рабочих около 4 мм. Основная окраска красновато-коричневая (ноги светлее). Тело покрыто длинными отстоящими волосками. Длина головы рабочих (HL) 0,83—0,85 мм; ширина головы (HW) — 0,63—0,70 мм; длина скапуса усика (SL) — 0,68—0,73 мм; индекс скапуса (SI) — 96—103. Усики 10-члениковые, скапус длинный, достигает задний край головы. Жвалы субтреугольные, морщинистые. Передний край клипеуса выпуклый, ровный, без зубчиков. Голова и первый тергит брюшка микропунктированные. Головные псевдоглазные пятна (Typhlatta spot) отсутствуют. Стебелёк между грудкой и брюшком у рабочих состоит из двух члеников, а у самок и самцов — из одного (петиоль). Нижнечелюстные щупики самок и рабочих 2-члениковые, нижнегубные щупики состоят из 2 сегментов (формула 2,2; у самцов 2,1). Проподеальное дыхальце расположено в верхней боковой части заднегруди. Голени с двумя шпорами. Жало развито.
Вид был впервые описан в 2011 году таиландскими мирмекологами Деча Виватвитайя (Decha Wiwatwitaya) и Вияватом Джайтронгом (Dr. Weeyawat Jaitrong) по материалу рабочих особей из Борнео. Включён в состав видовой группы Aenictus hottai species group, где близок к виду Aenictus hottai, отличаясь мелкими размерами и удлинённой головой.